# Эремурус индерский
Эремурус индерский (лат. Eremurus inderiensis) — многолетнее травянистое растение, вид рода Эремурус (Eremurus) семейства Асфоделовые (Asphodelaceae).
Впервые научно исследован российскими ботаниками в XIX веке близ озера Индер, за что и получил своё название. В 1873 году эремурус индерский был введен в оранжерейную культуру Петербургским Ботаническим садом.

## Распространение и экология
В России ранее встречался на территории Оренбургской области по сборам XIX — первой половины XX веков в округе городов Оренбург и Орск. Из-за интенсивного сбора населением цветов, а также съедобных корней и листьев растения, оказался практически истреблён. Встречается от хребта Копетдаг в Иран до Северо-Западного Китая и Монголии; на западе до Оренбургской области России, также в песках в пустынях Средней Азии и Казахстана (до р. Иртыш). В России крайне малочислен, занесён в Красную книгу, возможно уже исчез.
Предпочитает сухие щебнистые склоны нижнего пояса гор (до высоты 1000—1200 м выше уровня моря), песчаные пустыни и полупустыни Евразии.

## Ботаническое описание
Корни тонкие, около 30 см длиной.
Стрелка голая или опушенная, не длиннее листьев. Цветёт на 4 год после высадки.
Листья линейные, килевидные, по краю шероховатые, голые или короткоопушённые, до 1 см шириной.
Кисть густая, узкая, многоцветковая. Цветоножки почти прижатые к стрелке, короче реснитчатых кроющих листьев. Околоцветник цилиндрически-колокольчатый, к основанию суженный, грязно-пурпурный, листочки его с зелёной полоской. Тычинки чуть длиннее околоцветника.
Коробочка шаровидная, около 1 см в диаметре.
Цветёт в апреле — мае в течение 10—15 дней.

## Значение и применение
Раннелетний медонос. Даёт продуктивный взяток в сообществе с другими медоносами. В условиях Узбекистана один цветок выделяет 0,4—0,6 мг нектара в утренние часы при +23 °С, +24 °С и относительной влажности воздуха 40—45 %. К этому времени три первые тычинки цветка успевают отпылить, а три последние пылят, рыльце вытягивается длиннее лепестков. В дневную жару выделение нектара останавливается и возобновляется вечером. На второй день лепестки свертываются, но нектар продолжает выделяться до полудня. Мёд светло-янтарный, без аромата.

## Таксономия
Вид Эремурус индерский входит в род Эремурус (Eremurus) семейства Асфоделовые (Asphodelaceae) порядка Спаржецветные (Asparagales).
|  |                                      |  |                                                             |                                                             |                       |  | ещё 24 семейства (согласно Системе APG II) | ещё 24 семейства (согласно Системе APG II) |                        |  |  |  | ещё около 45 видов |
|  |                                      |  |                                                             |                                                             |                       |  | ещё 24 семейства (согласно Системе APG II) | ещё 24 семейства (согласно Системе APG II) |                        |  |  |  | ещё около 45 видов |
|  |                                      |  |                                                             | порядок Спаржецветные                                       |                       |  |                                            |                                            | род Эремурус           |  |  |  |                    |
|  |                                      |  |                                                             | порядок Спаржецветные                                       |                       |  |                                            |                                            | род Эремурус           |  |  |  |                    |
|  | отдел Цветковые, или Покрытосеменные |  |                                                             |                                                             | семейство Асфоделовые |  |                                            |                                            | вид Эремурус индерский |  |  |  |                    |
|  | отдел Цветковые, или Покрытосеменные |  |                                                             |                                                             | семейство Асфоделовые |  |                                            |                                            |                        |  |  |  |                    |
|  |                                      |  | ещё 44 порядка цветковых растений (согласно Системе APG II) | ещё 44 порядка цветковых растений (согласно Системе APG II) |                       |  |                                            | ещё 13 родов                               | ещё 13 родов           |  |  |  |                    |
|  |                                      |  |                                                             | ещё 44 порядка цветковых растений (согласно Системе APG II) |                       |  |                                            |                                            | ещё 13 родов           |  |  |  |                    |